# Nicole Bender-Rummler
Nicole Bender-Rummler (* 16. November 1982 in Ludwigshafen am Rhein als Nicole Bender) ist eine deutsche Fußballfunktionärin und ehemalige -spielerin.

## Karriere

### Vereine
Bender-Rummler spielte in der Jugend beim Postsportverein Ludwigshafen, Blau-Weiß Oppau und dem TuS Niederkirchen, für den sie am 18. Oktober 1998 im Alter von 15 Jahren ihr Debüt in der Bundesliga gab. Nach dem Bundesligaabstieg Niederkirchens folgte im Jahr 2000 der Wechsel zum SC 07 Bad Neuenahr. Für die Kurstädterinnen kam sie in den folgenden sechs Spielzeiten insgesamt 112 Mal in der Bundesliga zum Einsatz und erzielte dabei sieben Treffer. Im Sommer 2006 schloss sich die Mittelfeldspielerin dem Ligakonkurrenten FCR 2001 Duisburg an, mit dem sie 2007 deutsche Vizemeisterin wurde und im Pokal das Finale erreichte, das die Mannschaft allerdings im Elfmeterschießen gegen den 1. FFC Frankfurt verlor.
In der Winterpause 2007/08 löste sie ihren Vertrag in Duisburg auf und schloss sich dem Zweitligisten TuS Köln rrh. 1874 an, ehe im Sommer 2008 der Wechsel zum kurz zuvor aus der zweiten Bundesliga abgestiegenen FFC Brauweiler Pulheim folgte. Mit Pulheim gelang ihr 2008/09 als Meister der Regionalliga West der sofortige Wiederaufstieg. Seit dem Übertritts Pulheims zum 1. FC Köln am 1. Juli 2009 ist sie Stammspielerin beim Zweitligisten und verpasste mit der Mannschaft in den Saisons 2010/11 und 2012/13 den Aufstieg in die Bundesliga als Zweitplatzierte nur knapp. Nach einer weiteren Vizemeisterschaft 2013/14 gelang ihr 2014/15 als ungeschlagener Meister der Aufstieg in die Bundesliga.

### Nationalmannschaft
Bender-Rummler kam zwischen 2000 und 2003 zu zwei Einsätzen für die U18-Nationalmannschaft und sechs für die U21-Nationalmannschaft.

### Funktionärin
Bender-Rummler ist Bereichsleiterin der Frauen- und Mädchenmannschaft des 1. FC Köln. Am 16. Spieltag der Saison 2022/23 übernahm sie als Interimstrainerin das Amt von Sascha Glass. Nach Ende der Saison, in der  der Klassenerhalt erreicht wurde, wechselte sie wieder in die Leitung des Frauen- und Mädchenbereichs.

## Erfolge
- Zweiter der Deutschen Meisterschaft 2007 mit dem FCR 2001 Duisburg
- DFB-Pokal-Finalist 2007 mit dem FCR 2001 Duisburg
- Meister der Regionalliga West 2008/09 mit dem FFC Brauweiler Pulheim
- Meister 2. Bundesliga Süd 2014/15 und Aufstieg in die Bundesliga mit dem 1. FC Köln